# Медийна прозрачност
Медийна прозрачност е концепцията за определянето как и защо дадена информация се разпространява по различни медийни канали. Тя е необходима, за да се даде възможност на членовете на обществото да си изградят мнение за стойността, която им носи информацията, идеите и мненията, разпространявани от медиите.
В изследванията на комуникацията една медия се разглежда като прозрачна тогава, когато:
- налице са много, често конкуриращи се, източници на информация,
- добре е известен методът за придобиване (доставка) на информацията,
- каналите на финансиране на медията са публично известни.

Други аспекти на медийната прозрачност включват документация под отворен код, открити срещи с аудиторията, свобода на словото и законодателни инициативи, одити и предоставяне на информация за изразходване на средствата, допитване до рецензенти, и други.

## Фактори за прозрачност
В изследване от 2003 година на Института за ПР и ИПРА, в рамките на Кампанията за медийна прозрачност, се открояват осем фактора, които влияят върху прозрачността в медиите:
- добри традиции в самоопределянето на гражданите,
- изчерпателни антикорупционни закони и ефективното им прилагане,
- отчетност на изпълнителната власт пред гражданите на всички нива,
- високи нива на грамотност на населението,
- високи стандарти в професионалното обучение на практикуващите журналисти,
- утвърден и действащ журналистически кодекс за професионална етика,
- свобода на словото, свобода на печата и разпространението на информацията,
- силна конкуренция между множество медии.[2][3]

## Специфични мерки
В своята Препоръка № R(94), Комитетът на министрите на Съвета на Европа препоръчва включването в националните законодателства на страните-членки на различни специфични мерки, гарантиращи прозрачността на електронните медии и пресата. Част от тези мерки са свързани с разкриване на информация при издаване на лицензи за радио и телевизия, други – с разкриване на информация като следствие от предоставянето на такива лицензи, трети касаят властите, отговарящи за осигуряването на прозрачност при експлоатирането на службите за радио и телевизия. В сектора на печата, се предлага прозрачността в областта на печата да бъде гарантирана с разкриване на информация в следните пет категории:
1. информация за самоличността на лицата или органите, участващи в издателската структура на дадена печатна медия, а така също и за естеството и степента на участие на тези лица или органи в структурата на медията;
2. информация за акциите в други медии, притежавани от издателската структура или от участващите в нея лица или органи;
3. информация, отнасяща се до лицата или органите, които биха могли да упражняват силно влияние върху редакционната линия на медията;
4. информация за редакторската политика или политическата ориентация на печатната медия;
5. информация относно финансовите резултати на издателската структура на медията, както и относно тиража и разпространението на изданието.